# 克里維奇 (利維夫州)
49°47′16″N 24°35′28″E / 49.78778°N 24.59111°E
克里維奇（烏克蘭語：Кривичі），是烏克蘭西部的村莊，隸屬利維夫州的佐洛奇夫區。該村面積1.19平方公里，海拔高度235米，2001年人口283，人口密度每平方公里237.02人。